# Гольдбергер, Андреас
Андре́ас (Анди) Го́льдбергер (нем. Andreas Goldberger; род. 29 ноября 1972, Рид) — австрийский прыгун с трамплина. Трёхкратный обладатель Кубка мира, двукратный бронзовый призёр Олимпийских игр в Лиллехаммере. Один из лучших прыгунов 1990-х годов.

## Биография

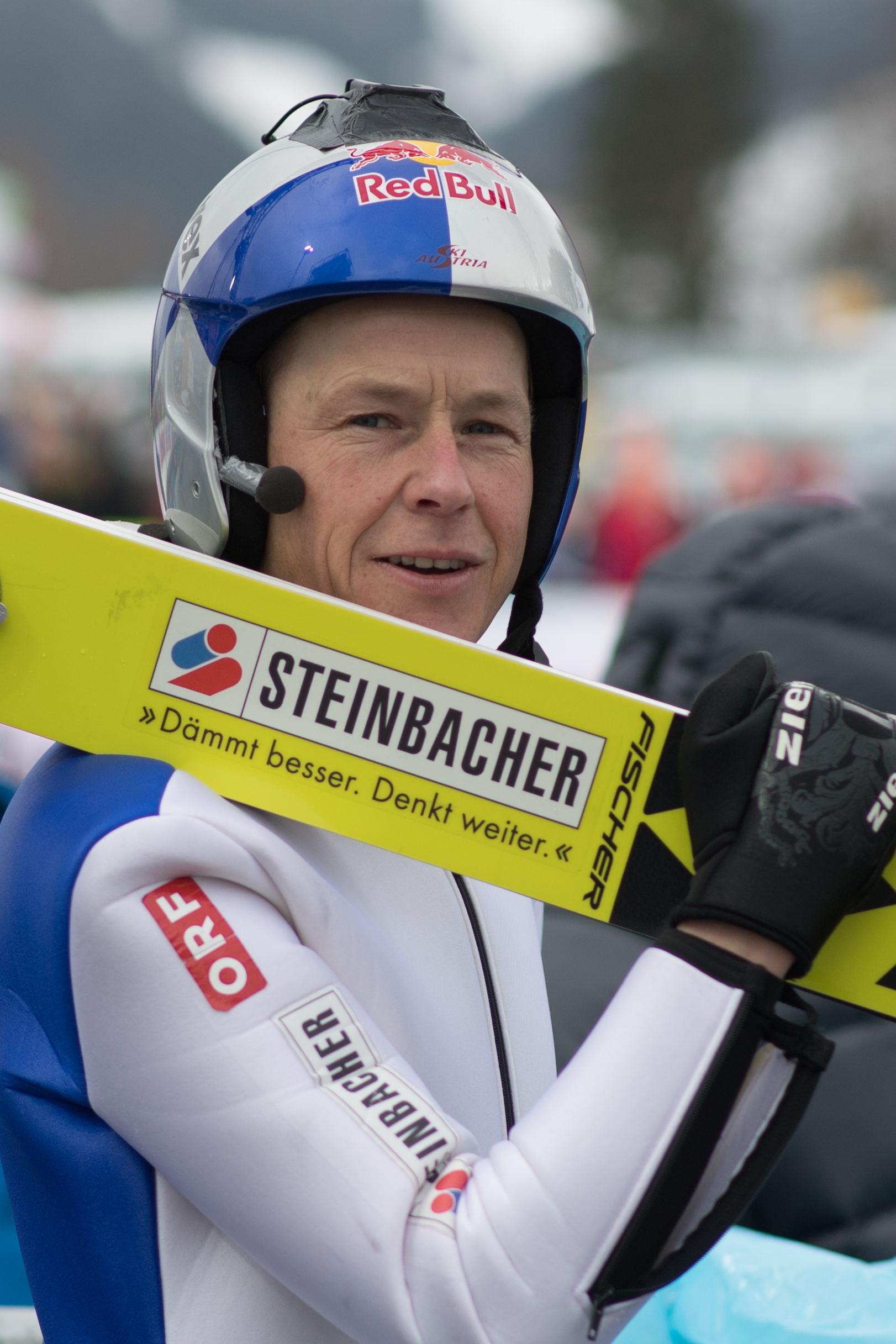
2019 год

Андреас Гольдбергер родился в семье фермеров Герты и Рудольфа Гольдбергер. У Андреаса есть сестра Йоханна и брат Рудольф.
Дебютировал в Кубке мира в январе 1991 на этапе Турне четырёх трамплинов в Инсбруке. Спустя ровно год там же к нему пришёл первый подиум — второе место. А ещё спустя год, 3 января 1993 года всё в том же Инсбруке Андреас одержал свою первую кубковую победу, выиграв Турне четырёх трамплинов 1993, а по итогам сезона 1992/1993 австриец впервые стал обладателем Кубка Мира.
На Зимних Олимпийских играх 1994 года в Лиллехаммере Гольдбергер завоевал две бронзовые награды — в личных и командных соревнованиях на большом трамплине. В том же сезоне, в марте 1994 года, стал первым человеком, совершившим прыжок за 200 метров (на трамплине в Планице он прыгнул в тренировочном раунде на 202 метра), но рекорд не был засчитан из-за того, что на приземлении австриец коснулся рукой снега.
В сезоне 1994/1995 Гольдбергер выиграл своё второе Турне четырёх трамплинов и второй Кубок мира, год спустя он защитил звание победителя мирового кубка и выиграл золото на чемпионате мира по полётам на лыжах.
В 1997 году австриец признался в употреблении кокаина, был отлучен от соревнований Австрийской лыжной федерацией на шесть месяцев и собирался принять югославское гражданство, однако вскоре отказался от этой идеи.
В 2000 году на трамплине в Планице, в командном турнире, установил официальный мировой рекорд — 225 метров, который продержался пять лет.
В 2001 году первый и единственный раз стал чемпионом мира, выиграв состязания в командах на среднем трамплине, но после этого карьера Гольдбергера пошла на спад.
В последний раз в качестве прыгуна в рамках Кубка мира он появился на этапе в Лахти 6 марта 2005 года, где занял 49 место. Последний прыжок Андреаса Гольдбергера как спортсмена состоялся 13 января 2006 года в австрийском Бад-Миттерндорфе на полетном трамплине.
С сезона 2005/2006 года работает сокомментатором и экспертом по прыжкам на канале ORF, а также его можно встретить на австрийских этапах «Турне четырёх трамплинов», где он прыгает перед участниками соревнований с камерой на шлеме, показывающей телезрителям ощущения прыгунов.
13 июня 2013 года австриец женился на давней подруге Астрид.

## Результаты на крупнейших соревнованиях

### Зимние Олимпийские игры
| Олимпийские игры | Средний трамплин | Большой трамплин | Команда |
| ---------------- | ---------------- | ---------------- | ------- |
| 1994 Лиллехаммер | 7                | 3                | 3       |
| 1998 Нагано      | 22               | —                | —       |